# 54598 Bienor
54598 Bienor è un asteroide centauro. Scoperto nel 2000, presenta un'orbita caratterizzata da un semiasse maggiore pari a 16,4834601 UA e da un'eccentricità di 0,1999906, inclinata di 20,74773° rispetto all'eclittica.
L'asteroide è dedicato a Bienore, centauro della mitologia greca.